# Opisthoxia pepita
Opisthoxia pepita là một loài bướm đêm trong họ Geometridae.